# Bundesautobahn 100
De Bundesautobahn 100 (kortweg: A100) is de Berlijnse stadsring en is 22 km lang. De ring is niet gesloten.
De snelweg houdt op bij Dreieck Neukölln aan een provisorische aansluiting op de Grenzallee. Hier bestaat ook aansluiting op de A113. De bouw van de A100 tot Frankfurter Allee is in planning en deels in uitvoering.
Rondom Dreieck Funkturm is er een belasting van ongeveer 191.000 voertuigen per dag (in 2005). De A100 is dan ook de drukste snelweg van Duitsland en behoort tot de meest bereden snelwegen in Europa.